# Mohamed Ali Mrabet
Mohamed Ali Mrabet (arabe : محمد علي مرابط), né le 1er janvier 1990 à Doha, est un kayakiste tunisien.

## Carrière
Mohamed Ali Mrabet remporte trois médailles d'or aux championnats d'Afrique de course en ligne 2009 à Abidjan, en K1 200 mètres, en K1 500 mètres et en K1 1 000 mètres. Aux Jeux africains de 2011 à Maputo, il obtient une médaille d'or en K1 1 000 mètres, une médaille d'argent en K1 500 mètres et une médaille de bronze en K1 slalom.
Aux championnats d'Afrique de course en ligne 2013 à Tunis, il est quintuple médaillé d'or, en K1 200 mètres et 1 000 mètres, en K2 200 mètres et 1 000 mètres et en K1 marathon. Aux championnats d'Afrique de course en ligne 2016 en Afrique du Sud, son palmarès est complété de deux médailles d'or en K1 1 000 et 5 000 mètres, d'une médaille d'argent en K1 200 mètres et d'une médaille de bronze en K2 1 000 mètres.
Il est médaillé d'or en K1 1 000 mètres, médaillé d'argent en K1 200 mètres et K2 1 000 mètres et médaillé de bronze en K2 200 mètres aux Jeux africains de 2019.
Il participe aux Jeux olympiques d'été de 2020 à Tokyo.
Aux championnats d'Afrique de course en ligne 2023 à Abuja, il est médaillé d'argent en K2 500 mètres avec Slaheddine Maknine ainsi qu'en K1 1 000 mètres.